# Bartholomäus Stosch der Jüngere
Bartholomäus Stosch (* 12. September 1604 in Strehlen, Herzogtum Brieg; † 5. März 1686 in Berlin) war ein deutscher reformierter Theologe und kurfürstlich-brandenburgischer Oberhof- und Domprediger des Großen Kurfürsten in Berlin.

## Leben
Stosch stammte aus einer alten Pastorenfamilie und war der Sohn des Rektors der Fürstenschule in Strehlen Bartholomäus Stosch des Älteren (1566–1625) und dessen Ehefrau Justina Lange.
Mit 16 Jahren kam Stosch auf das Gymnasium Schönaichianum in Beuthen; einer seiner wichtigsten Lehrer dort war Martin Füsselius der Jüngere. Das Gymnasium pflegte engen Kontakt mit den Böhmischen Brüdern, und unter diesem Einfluss begann Stosch ab 1626 an der Universität Frankfurt/Oder Theologie zu studieren.
Während seines Studiums lebte Stosch bei dem Theologieprofessor Conrad Bergius, durch dessen Kontakte er zwischen 1629 und 1633 als Hauslehrer bei mehreren Familien arbeiten konnte, u. a. bei Albrecht Funcke, dessen Sohn Stosch ab Frühjahr 1633 auf dessen Kavalierstour durch die Niederlande, Frankreich und England begleitete.
Als Stosch 1640 wieder nach Frankfurt (Oder) zurückkehrte, engagierte ihn Graf Dönhoff als Prediger nach Pilten (Kurland). Bei einem Besuch in Königsberg erlebte die Mutter des Kurfürsten einige seiner Predigten und bewirkte, dass Stosch zum Jahreswechsel 1643/44 als Hofprediger nach Berlin berufen wurde. Dieses Amt hatte Stosch bis an sein Lebensende inne. Nach dem Tod von Johann Bergius übernahm Stosch 1659 zusätzlich dessen Stelle als Oberkonsistorialrat.
1662/63 nahm Stosch führend an dem vom Großen Kurfürsten veranlassten Berliner Religionsgespräch zwischen den märkischen Lutheranern und Reformierten teil.
Mit seinem Sohn Friedrich Wilhelm von Stosch (1648–1704), königlich preußischer Geheimer Staatssekretär und Geheimer Hofrat, wurde die Familie am 18. Januar 1701 geadelt.

## Schriften (Auswahl)
- Frage, ob und wie weit die Evangelischen Reformirten und Lutherischen ohne Verletzung der göttlichen erkanten Wahrheit und der christlichen Liebe in christbrüderlicher Friedfertigkeit und Einträchtigkeit leben solten und könten. Berlin 1664.
- Predigt über die evangelische Warnung Christi wegen der falschen Propheten ... Runge, Berlin 1659.
- Summarischer Bericht von der märckischen reformirten Kirchen Einträchtigkeit. Schultze, Cölln an der Spree 1686.